# Astragalus brandegeei
Astragalus brandegeei là một loài thực vật có hoa trong họ Đậu. Loài này được Porter miêu tả khoa học đầu tiên năm 1874.